# 李文潔
李文潔（英語：Liz Li Man Kit，1992年2月26日—），香港女模特兒，2021年參與ViuTV選真人騷《最後一屆口罩小姐選舉》而開始為人認識。

## 簡歷
李文潔18歲起任模特兒，曾任啤酒活動及內衣騷的模特兒，2016年參與ViuTV選美節目《美選D.n.A》，至2021年再參與ViuTV真人騷《最後一屆口罩小姐選舉》，成功入圍，代號「肥妹」。

## 演出作品

### 電視節目（ViuTV）
- 2021年：《最後一屆口罩小姐選舉》參賽者
- 2021年：《ERROR自肥企画》第9、13集嘉賓
- 2021年：《水著考有Feel》嘉賓
- 2021-22年：《囝囝女女730》主持（第167集起）
- 2021年：《賭命夫妻》第4-5集嘉賓
- 2022年：《晚吹 - 戀講嘢》第35集嘉賓

## 外部連結
- 李文潔的Instagram帳戶
- YouTube 上李文潔的頻道 （页面存档备份，存于）